# أحمد بن مرزوق بن أبي عمارة
أحمد بن مرزوق بن أبي عمارة وتنعته المصادر بـالدعي، لأنه ادعى انتسابه إلى الحفصيين واستولى بالقوة على العرش الحفصي في عام 681 هـ/ 1282 م، واستمر فيه إلى 683 هـ/1284 م.

## أصوله
ينحدر ابن أبي عمارة من أسرة من مسيلة، وتربى في مدينة بجاية، واشتغل في البداية خياطا، وربما ادعى أنه المهدي المنتظر. إلا أن طموحاته قد كبرت عندما صرح أحد خدمة أبي زكرياء يحيى الواثق الحفصي عندما رآه بأن فيه شبها بالفضل أحد أبناء سيده، أي الواثق الحفصي.

## ثورته
ادعى ابن أبي عمارة أنه الفضل ابن الواثق، وأعلن بهذه الصفة الثورة ضد عمه المزعوم، ولقي دعما من أعراب دباب في الأراضي الطرابلسية. ومع أنه لم يتمكن من دخول طرابلس، فإنه تمكن من جمع الضرائب من القبائل البربرية المجاورة، ثم اتجه شمالا ليدخل أولا مدينة قابس في رجب 681 هـ/ أكتوبر 1282م، ودخل الأعراب في صفه، وانهزم الجيش الحكومي أمامه، وضم مدينتي القيروان وصفاقس ثم منطقة الساحل، وانضمت إليه الجيوش الحكومية وفرّ أبو إسحاق من أمامه في مطلع عام 1283م. ودخل تونس العاصمة ونصب على العرش في 3 ربيع الأول 682 هـ/ 1 جوان 1283 م، وكبّد الحفصيين هزيمة شنيعة قتل خلالها عددا من أبناء أبي إسحاق بل لم ينج منه أبو إسحاق نفسه حيث تمكن ابن أبي عمارة من القبض عليه ثم إعدامه في شهر جوان من تلك السنة.

## حكمه
كسب ابن أبي عمارة في البداية تأييدا شعبيا على أساس أنه الأمير الحفصي الفضل المزعوم، وقد بنى الجامع المعرف بجامع الزرارعية بالعاصمة، وقد دشنه يوم 20 شعبان 682 هـ/ 13 نوفمبر 1283 م. إلا أنه كان قاسيا مع الأعراب وسجن وقتل عددا منهم رغم ما قدموه من خدمات له للوصول إلى الحكم. فكان ذلك دافعا لهم لتغيير موقفهم منه والعمل ضده.

## خلعه
اتجه شيخ قبيلة الكعوب إلى شقيق أبي إسحاق أبي حفص عمر بن يحيى الذي أعلن الثورة، وتوجه في أنصاره من الأعراب نحو العاصمة وعسكروا غربيها ، ولم يستمر الوضع إلا بضعة أيام حتى انفض الجنود من حول ابن أبي عمارة ودخل أبو حفص العاصمة يوم 25 ربيع الثاني 683 هـ/12 جويلية 1284 م، وألقي ابن أبي عمارة الذي عذب ثم قطع رأسه.

## إشارات مرجعية
1. 1 2 3 4 5 6 7 8  روبار برنشفيك، تاريخ إفريقية في العهد الحفصي، من القرن 13 إلى نهاية القرن 15، تعريب حمادي الساحلي، دار الغرب الإسلامي، بيروت، 1988، ج 1، ص 117-120

م